# Jerzy Iszkowski
Jerzy Michał Erazm Iszkowski vel Jerzy Dybek, ps. „Orczyk”, „Kord” (ur. 31 marca 1914 w Nowym Sączu, zm. 29 sierpnia 1962 tamże) – podporucznik pilot 2 pułku lotniczego w Krakowie; kapitan pilot w 304 dywizjonie Polskich Sił Powietrznych w Wielkiej Brytanii; major cichociemny; represjonowany i więziony w okresie powojennym – zrehabilitowany w 1956 oraz w 1999; wiceprezes i instruktor lotniczy w Aeroklubie Podhalańskim w Nowym Sączu. Kawaler Krzyża Srebrnego Orderu Wojennego Virtuti Militari.

## Życiorys

### Fascynacja lotnictwem
Iszkowski już w gimnazjum fascynował się lotnictwem i próbował zbudować samodzielnie szybowiec. Był prezesem szkolnego koła Ligi Obrony Powietrznej i Przeciwgazowej, które umożliwiło uczestnictwo w szkoleniach w Szkole Szybowcowej w Tęgoborzu. W 1932 uzyskał kategorię B pilota szybowcowego.
We wrześniu 1933 wstąpił do Szkoły Podchorążych Rezerwy Piechoty w Zambrowie. W październiku 1935 zgłosił się do Szkoły Podchorążych Lotnictwa w Dęblinie, gdzie został przyjęty na II rok nauki. Szkołę oraz szkolenia w Lotniczej Szkole Bombardowania i Strzelania w Grudziądzu ukończył w październiku 1937 z 16. lokatą w stopniu podporucznika pilota. Przydział dostał do 24 eskadry liniowej 2 pułku lotniczego w Krakowie jako pilot III klasy. W dniu 12 czerwca 1939 został przeniesiony do 22 eskadry bombowej z funkcją szefa pilotów w eskadrze treningowej.

### Odwrót w kampanii wrześniowej
Na początku kampanii wrześniowej otrzymywał różne polecenia związane jeszcze ze szkoleniem pilotów. W dniu 14 września 1939 otrzymał zadanie specjalne – jako dowódca plutonu pilotów podchorążych miał się z nimi udać po odbiór francuskich samolotów, podobnież oczekujących w Aleksandrii. Wobec napaści sowieckiej, dnia 17 września 1939 wraz z innymi pilotami przekroczył granicę polsko-rumuńską i został internowany. Przebywał w obozach we Frecăței oraz Slatinie, skąd uciekł do Konstancy. Tam w polskim konsulacie otrzymał rozkaz i bilet na przejazd pociągiem przez Timișoarę i Belgrad do Aten. W Pireusie wsiadł na statek s/s Pułaski, którym 24 października 1939 dopłynął do Marsylii.

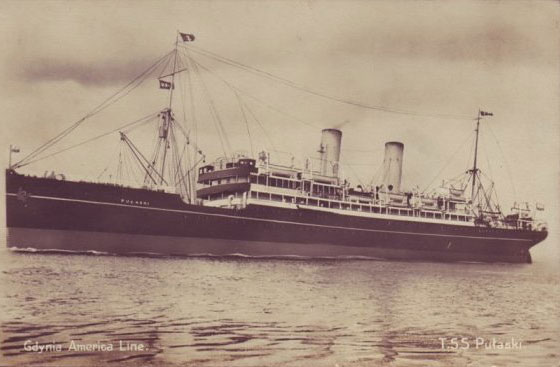
Statek „Pułaski” (zdjęcie z lat 1930–1939), na którym Iszkowski dopłynął do Marsylii

We Francji wraz z innymi oficerami został ulokowany w koszarach w Salon, a od grudnia 1939 w polskiej bazie w Lyonie. Z dniem 3 marca 1940 został przydzielony do formowanego polskiego dywizjonu bombowego stacjonującego na lotnisku St-Jaques koło Rennes w Bretanii, gdzie służył jako pilot instruktor. Wraz z innymi pilotami został 11 czerwca 1940 oddelegowany do jednostki lotniczej stacjonującej w Châteauroux w centralnej Francji. Jednostki tej już nie zastali. Wobec ofensywy niemieckiej w kampanii francuskiej Iszkowski na lotnisku w Bordeaux dwukrotnie usiłował bez powodzenia uprowadzić samolot. Zdecydował się na drogę morską na pokładzie polskiego statku Robur III, którym 21 czerwca 1940 dopłynął do portu Falmouth w Wielkiej Brytanii.

### Służba w Polskich Siłach Powietrznych
W Wielkiej Brytanii zgłosił się do Polskich Sił Powietrznych (PSP), gdzie został zarejestrowany pod numerem P-0403, a 4 września 1940 dołączył do nowo tworzonego 304 dywizjonu bombowego na lotnisku RAF Bramcote. W dywizjonie szkolił się na bombowcach Fairey Battle, a od grudnia 1940 na Wellingtonach na lotnisku RAF Syerston. Uczestniczył w pierwszej operacji bojowej dywizjonu w nocy z 24 na 25 kwietnia 1941, jako drugi pilot jednej z dwóch załóg, w bombardowaniu zbiorników paliw w porcie Rotterdam. W kolejnych lotach jako pierwszy pilot, dowódca załogi (zwany „Góralem”), wykonywał loty bojowe w grupie lotnictwa bombowego (RAF Bomber Command) w nalotach na miasta niemieckie oraz porty Brestu, Hawru a 30 września 1940 dworzec w Szczecinie.

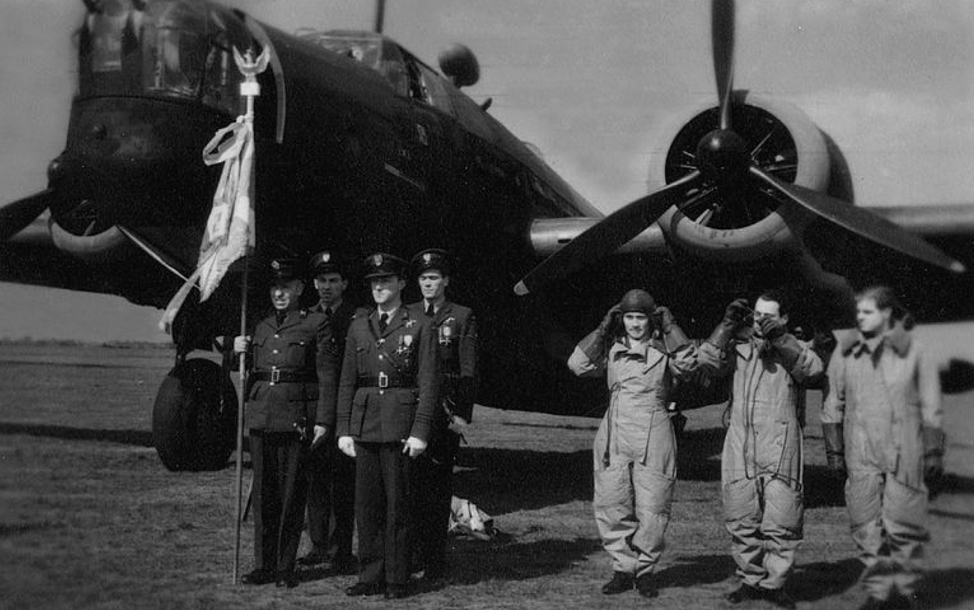
Por. pil. Jerzy Iszkowski dowódcą klucza i pocztu sztandarowego Sztandaru Polskich Sił Powietrznych przekazywanego przez Dywizjon 303 na lotnisku RAF Northolt, kolejnemu Dywizjonowi 304 do przewiezienia na lotnisko RAF Lindholme

Od maja 1942 dywizjon 304 został przeniesiony do lotnictwa obrony wybrzeża (RAF Coastal Command), gdzie Iszkowski odbył 3 loty patrolowe nad Atlantykiem. Wobec wykonania ponad 30 lotów bojowych, zgodnie z królewskim regulaminem, został przeniesiony od 22 maja 1942 do 18 OTU (jednostki treningu operacyjnego) w RAF Bramcote jako instruktor, a 17 czerwca został mianowany dowódcą eskadry treningu operacyjnego załóg bombowych. Kolejnym jego zadaniem było sformowanie i dowodzenie 6 (C) OTU (obrony wybrzeża) w bazie RAF Thornaby. Po wykonaniu tego zadania został 25 lutego 1943 przeniesiony z powrotem do 304 dywizjonu na dowódcę eskadry. Z dniem 31 marca 1943 zakończył oficjalną służbę w Dywizjonie 304, ale jeszcze 7 lipca 1943 wykonał ostatni, 47. lot bojowy patrolowania Atlantyku.

### W służbie Armii Krajowej – cichociemny
Iszkowski 23 lutego 1942 zgłosił w Inspektoracie Polskich Sił Powietrznych akces do służby w okupowanej Polsce. Zgłoszenie zostało przyjęte w kwietniu 1943, po czym został skierowany na kursy i szkolenia z działań dywersyjnych dla cichociemnych, w Special Training School (STS), włącznie z nauką pilotażu niemieckich samolotów Heinkel He 111H, Junkers Ju 88 i Messerschmitt Bf 110.
Iszkowski dnia 15 grudnia 1943 złożył w Londynie przysięgę Armii Krajowej oraz przyjął nową tożsamość – został Jerzym Dybkiem, ps. Orczyk. Potem w kraju posługiwał się jeszcze nazwiskami Jerzy Czerski, Stanisław Urbański oraz pseudonimami Kord, Cord i Podwozie. Po formalnym przyjęciu do Armii Krajowej przestał być oficerem RAF, ale pozostał oficerem Wojska Polskiego, otrzymując urlop w PSP.
Grupa cichociemnych została wysłana statkiem do Neapolu, gdzie dotarła 15 stycznia 1944, a następnie oczekiwała na dalsze rozkazy w Laureto koło Brindisi. W Brindisi stacjonowała 1586 Eskadra Specjalnego Przeznaczenia do przerzutów osób i pomocy do krajów okupowanych. W kwietniu grupa w składzie: ppłk pil. Jan Biały ps. Kadłub, kpt. pil. Jerzy Iszkowski ps. Orczyk, kpt. pil. Bronisław Lewkowicz ps. Kurs, por. technik Edmund Marynowski ps. Tryb otrzymała od specjalnego kuriera przybyłego z Londynu instrukcję: Powiadomić dowódcę Armii Krajowej, że powstanie nie będzie wspierane lotnictwem…. Grupa ta wystartowała w nocy z 27 na 28 kwietnia 1944 samolotem Liberator, dowódcą operacji w czasie lotu był mjr. Stanisław Król (dowódca eskadry 1586). Zrzut grupy wykonano w punkcie o kryptonimie „Koza” okolicy Bychawy koło Lublina. Dla Iszkowskiego był to 48. lot bojowy. Po wyleczeniu nogi, którą zwichnął podczas skoku, został wysłany do Warszawy w celu okupacyjnej aklimatyzacji.
Po powrocie do Lublina został zastępcą szefa lotnictwa w lubelskiej Komendzie Okręgu Armii Krajowej. Przebywając koło Dęblina opracował plan utworzenia oddziałów partyzanckich z grup oddziałów zaplecza lotniczego. Dla zatwierdzenia tego planu udał się 12 lipca 1944 do Warszawy, z której po zatwierdzeniu planu wyjechał 24 lipca kolejką do Wołomina. Wypadek kolejki oraz strefa frontowa nie pozwoliły mu na dalszą drogę do Lublina.
Iszkowskiemu udało się dołączyć do 32 pułku piechoty 8 Dywizji Piechoty Armii Krajowej i potwierdzić tamże swoją tożsamość. Będąc zastępcą dowódcy pułku zajął z partyzantami Tłuszcz, broniąc go przed przejazdem niemieckiego pociągu pancernego. Kontratak niemiecki zmusił 6 sierpnia 1944 dowództwo pułku do demobilizacji. Iszkowski przebywając w strefie frontowej pomagał przetrwać lokalnym mieszkańcom, a dzięki przekupieniu Ślązaka z Wehrmachtu udało mu się uratować grupę osób i siebie przed zabiciem granatami w piwnicy. Wyzwolenie Tłuszcza 18 sierpnia 1944 przez Armię Czerwoną umożliwiło Iszkowskiemu podleczenie zakażenia nogi w szpitalu w Węgrowie i dotarcie 22 września 1944 do Lublina. W Lublinie Iszkowski podjął się odtworzenia zdezorganizowanej Komendy Okręgu Lublin AK. Rozpoczął też pracę jako nauczyciel gimnazjalny.

### Aresztowanie i pobyt w więzieniu
1 stycznia 1945 został aresztowany przez sowieckie NKWD. Po brutalnym śledztwie, w procesie przed polskim Wojskowym Sądem Okręgowym został za czynny udział w nielegalnym związku AK skazany 13 marca 1945 na karę śmierci, zamienioną 21 marca 1945 na 10 lat więzienia. W efekcie usilnych starań żony Eugenii od 9 maja 1945 u Stanisława Szwalbego, w rewizji procesu w czerwcu 1946 karę zmniejszono do 2 lat więzienia, a w lipcu 1946 zaliczono mu okres aresztowania. Po dwóch latach 1 stycznia 1947 opuścił więzienie we Wronkach.

### Okres powojenny
Zamieszkał w Nowym Sączu. Rozpoczął pracę jako instruktor-pilot w Szkole Szybowcowej w Tęgoborzu, gdzie wykonał przeloty wymagane do Srebrnej Odznaki Szybowcowej na poniemieckich szybowcach, wykonując loty 5 godzin 4 min, uzyskując przewyższenie 1600m. Na jesieni 1948 nakazano zwolnienie Iszkowskiego ze Szkoły, a w 1951 zdegradowano go do stopnia szeregowca. W tym okresie, aż do 1956 roku, był zwalniany z kolejnych miejsc zatrudnienia. Cały czas był też inwigilowany przez informatorów UB kierowanych przez Powiatowy Urząd Bezpieczeństwa Publicznego w Nowym Sączu oraz Wojewódzki Urząd Bezpieczeństwa Publicznego z Krakowa.
W 1956 przywrócono mu stopień majora rezerwy. Został zatrudniony w reaktywowanym w 1957 Aeroklubie Podhalańskim w Nowym Sączu, w którym do końca życia był wiceprezesem. Uczestniczył w zawodach lotniczych jako zawodnik, komisarz sportowy lub przewodniczący komisji sędziowskiej. Od 1960 był kierownikiem lotniska Aeroklubu w Łososinie Dolnej.
W patriotycznej manifestacji 31 sierpnia 1962 roku został pochowany na cmentarzu komunalnym w Nowym Sączu. W dniu 11 maja 1999 roku Sąd Okręgowy w Nowym Sączu unieważnił wyrok śmierci wydany w 1945, w pełni go rehabilitując.
Był autorem szeregu opracowań z zakresu szkolenia lotniczego (nawet przebywając w więzieniu pisał podręcznik do szkolenia załóg bombowych). Pisał też obszerne wspomnienia na podstawie notatek z okresu pobytu w Anglii, które w takiej postaci, jak je pozostawił, zostały wydane drukiem.

### Życie rodzinne
Jerzy Michał Erazm Iszkowski urodził się w rodzinie nauczycielskiej. Ojciec Erazm, nauczyciel gimnazjum, zmarł, gdy Jerzy miał zaledwie 4 lata i 6 miesięcy. Matka Amelia dla zapewnienia opieki nad dziećmi wyszła za Józefa Kostańskiego. Miał starszą siostrę Zofię. Dzieci pozostały przy nazwisku Iszkowski. W 1933 roku ukończył II Gimnazjum im. Króla Bolesława Chrobrego w Nowym Sączu, zdając maturę.
Iszkowski 3 września 1939 roku lecąc z Krakowa wylądował we wsi Michałowice, wziął ślub z Eugenią z domu Michajłow w pobliskiej parafii w Więcławicach Starych i zaraz potem poleciał dalej, zgodnie z rozkazem, do Lwowa. Spotkali się dopiero po 7 latach i siedmiu miesiącach. Jako cichociemnemu, będąc w Warszawie, nie wolno mu było skontaktować się z rodziną. Iszkowscy nie mieli dzieci.

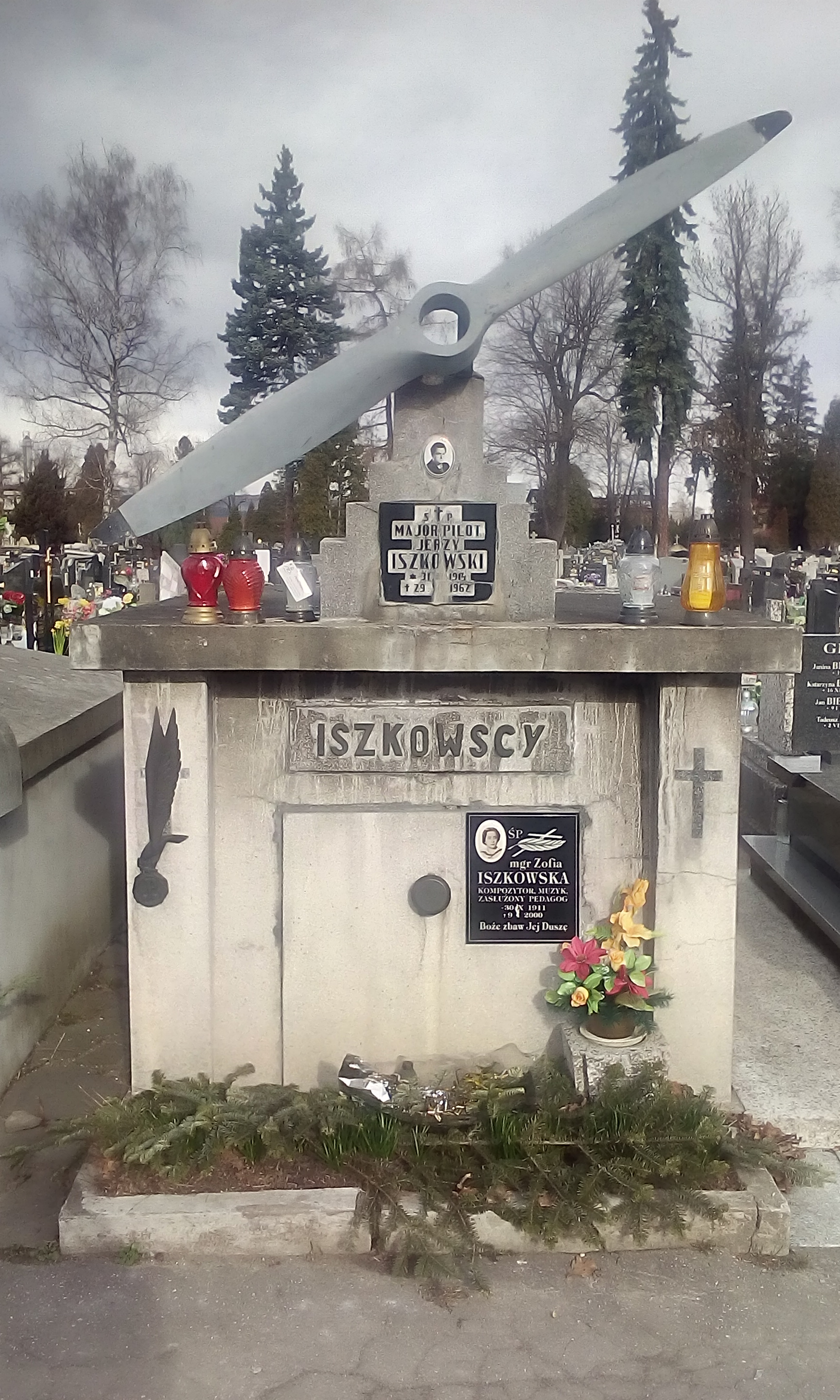
Jerzy Iszkowski, grobowiec w Nowym Sączu

## Awanse
Stopnie wojskowe w Polsce
- plutonowy podchorąży – od marca 1934 (II RP)
- podporucznik – od 15 października 1937 ze starszeństwem z dniem 1 października 1937 (II RP)
- porucznik – od 20 marca 1941 (PSZ)
- kapitan – od 1 marca 1942 (PSZ)
- major – od 28 kwietnia 1944 w chwili skoku w Polsce (PSZ)
- major rezerwy (demobilizacja) – w 1948 (PRL)
- szeregowiec (degradacja) – w 1951 (PRL)
- major rezerwy (przywrócenie stopnia) – w 1956 (PRL)

Stopnie wojskowe w lotnictwie brytyjskim
- Pilot Officer (P/O) – od 1 sierpnia 1940
- Flying Officer (F/O) – od 20 marca 1941
- Flight Lieutnant (F/Ltn) – od 14 stycznia 1942
- Squadron Leader (S/Ldr) – od 16 maja 1942

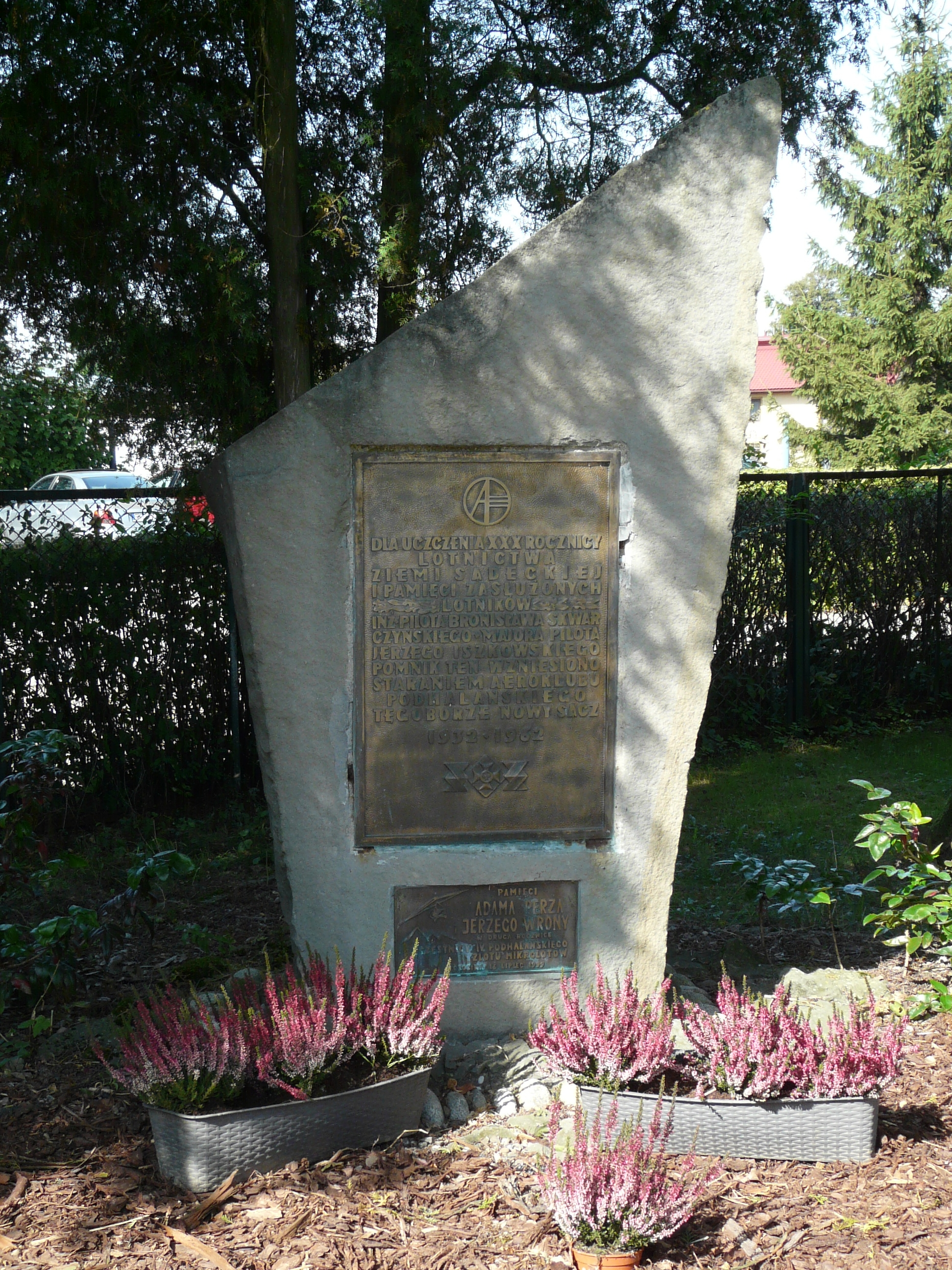
Pomnik na terenie Aeroklubu Podhalańskiego upamiętniający Jerzego Iszkowskiego

## Odznaczenia
polskie
- Krzyż Walecznych (po raz pierwszy 9 czerwca 1941)
- Krzyż Walecznych (po drugi i trzeci 24 sierpnia 1941)
- Krzyż Srebrny Orderu Virtuti Militari (10 września 1941)[22]
- Krzyż Walecznych (po raz czwarty 23 stycznia 1942)
- Medal Lotniczy (po raz pierwszy 30 sierpnia 1946)
- Medal Lotniczy (po raz drugi, trzeci, czwarty 30 września 1946)
- Złoty Krzyż Zasługi (1959)

brytyjskie
- Distinguished Flying Cross DFC (21 września 1942)[23]
- 1939–1945 Star
- Air Crew Europe Star
- War Medal 1939–1945

## Upamiętnienia
- Pomnik na terenie Aeroklubu Podhalańskiego z tablicą upamiętniającą Jerzego Iszkowskiego
- Jedną z ulic w Nowym Sączu nazwano: majora Jerzego Iszkowskiego
- Szkoła Podstawowa w Tęgoborzy imienia mjr. pil. Jerzego Iszkowskiego
- Pomnik Cichociemnych Spadochroniarzy AK w Warszawie z tablicą wszystkich cichociemnych